# Ободочная кишка человека

Ободочная кишка (выделена зелёным цветом и обозначена номером 23), является продолжением слепой кишки (26). После ободочной кишки идёт прямая кишка (29).

Ободо́чная кишка́ (лат. colon) — основной отдел толстой кишки, продолжение слепой кишки. Продолжением ободочной кишки является прямая кишка.
Ободочная кишка не принимает непосредственного участия в пищеварении. Но в ней всасывается большое количество воды и электролитов. Относительно жидкий химус, попадающий из тонкой кишки (через слепую кишку) в ободочную, превращается в более твёрдый кал.
Длина ободочной кишки около 1,5 м (в том числе, приблизительно: длина восходящей ободочной кишки — 24 см, поперечной ободочной — 56 см, нисходящей — 22 см и сигмовидной ободочной — 47 см). Внутренний диаметр ободочной кишки — от 5 до 8 см.
На границе ободочной и слепой кишок расположен сфинктер Бузи.

## Анатомия
Ободочная кишка человека в своём строении стенок имеет особенности. Из полноценных трех слоев — брюшины, мышечной и слизистой оболочек — состоят лишь поперечная ободочная и сигмовидная ободочная кишки, в то время как восходящая ободочная и нисходящая ободочная кишка (а в некоторых случаях и слепая кишка) покрыты брюшиной с трех сторон: латеральной (боковой), передней и медиальной (срединной). Мышечная оболочка на всем протяжении образует два слоя — наружный продольный и внутренний круговой (циркулярный) слой. Продольный слой на большей части собран в т. н. мышечные ленты — брыжеечная лента (taenia mesocolica) соответствующая местам прикрепления брыжейки к поперечной и сигмовидной кишкам или линии прикрепления восходящей и нисходящей ободочных кишок к задней брюшной стенке; сальниковая лента (taenia omentalis) — по передней поверхности поперечной ободочной кишки, где к ней прикрепляется большой сальник; свободная лента.
Слизистая оболочка образована эпителиальным слоем с базальной мембраной, собственной соединительнотканной прослойкой и мышечной пластинкой слизистой оболочки, под которой находится подслизистая основа. Слизистая оболочка имеет многочисленные кишечные железы, но лишена ворсинок. Эпителий слизистой оболочки образован цилиндрическими клетками с большим количеством бокаловидных клеток. На всем протяжении слизистой залегают многочисленные одиночные лимфатические фолликулы. Соответственно расположению поперечных борозд в слизистой оболочке образуются полулунные складки (plicae semilunares coli).

### Отделы ободочной кишки

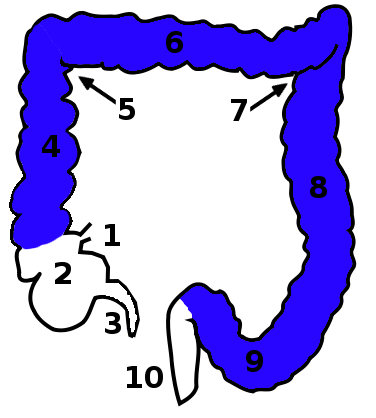
Отделы ободочной кишки толстого кишечника обозначены синим:
4 — восходящая ободочная кишка, 6 — поперечная ободочная кишка, 8 — нисходящая ободочная кишка, 9 — сигмовидная кишка.

В ободочной кишке выделяют следующие отделы (в порядке от слепой кишки, по ходу продвижения химуса, в норме при отсутствии транспозиции — по часовой стрелке при взгляде спереди):
- восходящая ободочная кишка (лат. colon ascendens);
- поперечная ободочная кишка (лат. colon transversum);
- нисходящая ободочная кишка (лат. colon descendens);
- сигмовидная ободочная кишка (лат. colon sigmoideum).

#### Восходящая ободочная кишка
Восходящая ободочная кишка (colon ascendens), берёт начало у места перехода в слепую кишку тонкой подвздошной кишки. Длина этого отдела достигает 20 см. Восходящая ободочная кишка является непосредственным продолжением слепой, будучи отделённой от неё двумя бороздками, которые соответствуют илеоцекальному клапану (valva ileocaecalis). Последний, также называемый Баугиниева заслонка. Со стороны слепой кишки отверстие подвздошной кишки обычно имеет вид горизонтальной щели длиной 25—28 мм, встречаются и округлые отверстия. Конечный участок медиальной (свободной) стенки подвздошной кишки над горизонтальной щелью называется верхней губой. Конечный участок латеральной стенки кишки под щелью — нижней губой. Основная функция илеоцекального клапана соответствует его названию. Он пропускает химус из подвздошной кишки (последний отдел тонкой кишки) в слепую кишку (первый отдел толстой кишки), при этом не допуская попадания обсеменённого бактериями содержимого толстой кишки в тонкую. Вне пищеварения илеоцекальный клапан закрыт, но через 0,5—4 минуты после приёма пищи каждую 0,5—1 минуту он открывается, и химус порциями до 15 мл поступает в толстую кишку. Раскрытие илеоцекального клапана происходит рефлекторно: перистальтическая волна подвздошной кишки повышает давление в ней и расслабляет илеоцекальный клапан. Повышение давления в слепой кишке увеличивает тонус илеоцекального клапана и тормозит поступление в слепую кишку содержимого подвздошной кишки. За сутки у взрослого человека в норме из тонкой в толстую кишку переходит 0,5—4,0 литра химуса.
Своей задней поверхностью восходящая ободочная кишка прилежит к задней стенке живота, занимая по сути крайнее боковое положение справа. Кишка восходит вертикально, доходя до нижней поверхности правой доли печени изгибается влево и вперед и продолжается в поперечную ободочную кишку. Образуемый изгиб — flexura coli dextra. Мышечные ленты на восходящей ободочной кишке располагаются в следующей последовательности: на передней поверхности — свободная лента (tenia libera), на задне-боковой — сальниковая лента (tenia omentalis), и на задне-медиальной — брыжеечная лента (tenia mesocolica). Сфинктером Гирша называется утолщение мышечной оболочки восходящей ободочной кишки на границе её средней и верхней трети. Существования сфинктера в этом месте не является общепризнанным среди всех анатомических школ. Назван в честь австрийского хирурга Гирша (нем. J.S. Hirsch).
Восходящая ободочная кишка не принимает непосредственного участия в пищеварении. Её функции, как и других отделов толстой кишки, заключаются во всасывании воды и электролитов, чтобы относительно жидкий химус, попадающий из тонкой кишки в толстую, превращался в более плотную каловую массу.

#### Поперечная ободочная кишка
Поперечная ободочная кишка (colon transversum), берёт начало в правой подреберной области, скелетотопически на уровне реберного хряща X ребра. Длина этого отдела кишки достигает 50-60 см. Это самая длинная часть толстого кишечника. Она начинается от правого (печёночного) изгиба ободочной кишки. Далее кишка идет в несколько косом направлении справа налево и несколько вверх до левой подреберной области, где после левого (селезёночного) изгиба ободочной кишки она переходит непосредственно в нисходящую ободочную кишку. Средняя часть поперечной ободочной кишки пересекает надчревную область, образуя при этом изгиб вниз, как бы провисая. Из-за этого восходящая и нисходящая ободочная кишка вместе с поперечной напоминают букву М. Положение поперечной ободочной кишки в целом весьма изменчивое и находится в зависимости и от длины самой кишки, типа телосложения человека и возраста. Чаще этот отдел кишки расположен в виде дуги, выпуклостью которой книзу. У людей брахиморфного телосложения она обычно лежит поперечно, у долихоморфов — сильно провисает вниз, иногда спускаясь даже ниже пупка (т. н. гирляндовидная форма).
Поперечную ободочную кишку со всех сторон покрывает брюшина. Кишка с помощью брыжейки крепится к задней стенке брюшной полости. Как и некоторые другие сфинктеры толстой кишки, сфинктеры поперечной ободочной кишки представляют собой утолщения циркулярных мышечных волокон стенки кишки. Они в большей степени являются функциональными сфинктерами, чем анатомическими. Основная задача этих сфинктеров — управление передвижением содержимого кишки. Не все авторы классифицируют эти структуры, как сфинктеры. При эндоскопическом исследовании каждый из перечисленных ниже сфинктеров был обнаружен примерно в 5 % случаев и все были треугольной формы. Всего у поперечной ободочной кишки человека выделяют три сфинктера: Сфинктер Кеннона-Бёма (синонимы: правый сфинктер поперечной ободочной кишки, правый сфинктер Кеннона) — утолщение циркулярных гладких мышц мышечной оболочки ободочной кишки в области её правого изгиба. Сфинктер Хёрста — утолщение циркулярных мышц в середине кишки. Сфинктер Кеннона — утолщение циркулярных гладких мышц мышечной оболочки поперечной ободочной кишки в области её левого изгиба. Существование этого сфинктера у человека не общепризнанно.
К передней поверхности поперечной кишки вдоль сальниковой ленты прикрепляется желудочно-ободочная связка (ligamentum gastrocolicum) являющаяся частью большого сальника. Левый изгиб ободочной кишки (flexura coli sinistra) располагается в левой подреберной области, его вершина фиксирована листком брюшины от диафрагмы — диафрагмально-ободочнокишечной связкой (ligamentum phrenicocolicum).

#### Нисходящая ободочная кишка
Нисходящая ободочная кишка (colon descendens) — третий отдел ободочной кишки человека, продолжение поперечной ободочной кишки. Дальнейшим продолжением нисходящей ободочной кишки является сигмовидная ободочная кишка. Длина нисходящей ободочной кишки равна 10 — 30 см, в среднем 23 см. Внутренний диаметр кишки — около 6—7 см. Нисходящая ободочная кишка располагается в левом отделе брюшной полости. В левом подреберье, на уровне IX реберного хряща, в области, называемой левым или селезёночным изгибом ободочной кишки, поперечная ободочная кишка переходит в нисходящую ободочную кишку. В вертикальном положении тела нисходящая ободочная кишка направляется вниз и соприкасается с внутренней поверхностью брюшной стенки. От кишки слева находится левая брюшная стенка, справа — петли тощей кишки. На уровне подвздошного гребня подвздошной кости нисходящая ободочная кишка переходит в сигмовидную кишку. Нисходящую ободочную кишку спереди и с боков покрывает брюшина. На границе между нисходящей ободочной и сигмовидной кишками расположен сфинктер Балли. Он представляет собой циркулярный пучок волокон гладких мышц стенки ободочной кишки. Обнаруживший его Р. Балли считал, что он является только функциональным сфинктером, что в месте его расположения отсутствуют какие-либо утолщения мышечного слоя. Однако позже это утолщения были обнаружены.. Рельеф слизистой оболочки в зоне сфинктера Балли имеет вид мелких складок, преимущественно циркулярной формы (в отличие от участков до и после сфинктера, где слизистая оболочка гладкая и блестящая).

#### Сигмовидная кишка
Сигмовидная ободочная кишка (colon sigmoideum) располагается в левой подвздошной ямке. Топографически и скелетотопически начинается на уровне заднего края подвздошного гребня. Название «сигмовидная» эта кишка получила в связи со своим S-образным ходом — образовав две петли кишка направляется вправо и вниз, перегибаясь через пограничную линию таза проникает в полость малого таза, где на уровне III крестцового позвонка переходит в прямую кишку. Длина сигмовидной кишки в среднем составляет 54-55 см, но она подвержена значительным индивидуальным колебаниям — от 15 до 70 см. Сигмовидная ободочная кишка располагается интраперитонеально (со всех сторон окружена брюшиной) и имеет свою брыжейку, длина которой уменьшается от середины к концам сигмы. Таким образом, места соединения сигмовидной ободочной кишки с нисходящей ободочной и прямой кишками фиксированы короткой брыжейкой, а средняя часть сигмовидной ободочной кишки достаточно подвижна. Сзади сигмовидной ободочной кишки располагаются наружные подвздошные сосуды, левая грушевидная мышца и левое крестцовое сплетение. Спереди сигмовидной ободочной кишки расположен мочевой пузырь у мужчин и матка у женщин, а также петли тонкого кишечника. На границе между нисходящей ободочной и сигмовидной ободочной кишками расположен сфинктер Балли. В средней части сигмовидной ободочной кишки выделяют сфинктер Росси — Мютье, а на границе между сигмовидной ободочной и прямой — сигмо-ректальный сфинктер (О’Берна — Пирогова — Мутье).

### Особенности кровоснабжения и лимфоттока

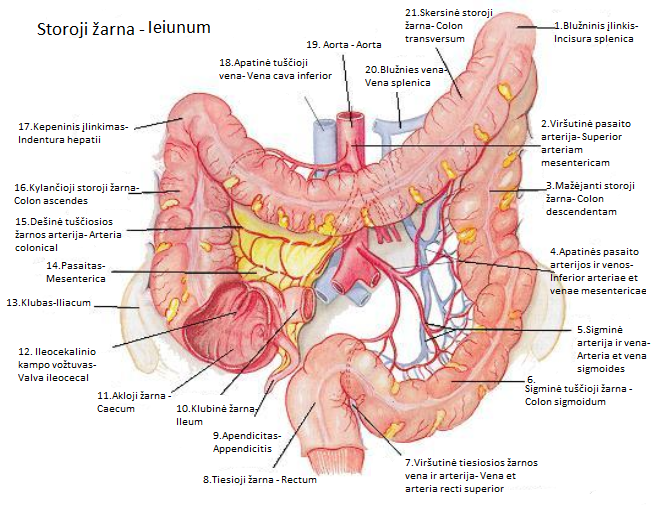
Кровоснабжение и кровоотток из ободочной кишки

## Физиология

### Микрофлора ободочной кишки
В ободочной кишке человека содержится более 700 видов бактерий (которые выполняют различные функции), а также грибы, простейшие и археи. Разнообразие видов варьируется в зависимости от географии проживания конкретного человека и рациона.  Микроорганизмы в дистальном отделе кишечника человека насчитывают около 100 триллионов и могут весить около 200 г. и в основном представлены симбиотическими формами.
Ободочная кишка поглощает некоторые продукты, образованные бактериями, населяющими её просвет. Непереваренные полисахариды (клетчатка) метаболизируются бактериями в толстой кишке до короткоцепочечных жирных кислот, которые поглощаются путем пассивной диффузии. Бикарбонат, который выделяется в толстой кишкой, помогает нейтрализовать повышенную кислотность, возникающую в результате образования этих жирных кислот. Данные бактерии также производят большое количество витамина К и витамина В. Хотя этот источник витаминов, как правило, обеспечивает лишь небольшую часть суточной потребности. Другие продукты жизнедеятельности бактерий включают т.н. кишечные газы, которые представляют собой смесь азота и углекислого газа с небольшими количествами водорода, метана и сероводорода. Он вырабатываются при бактериальной ферментации непереваренных полисахаридов. Часть фекального запаха происходит из-за индолов, метаболизирующихся из аминокислоты триптофан. Двумя наиболее распространенными представителями микрофлоры ободочной кишки являются фирмикуты и Bacteroidetes.

## Патологии и заболевания

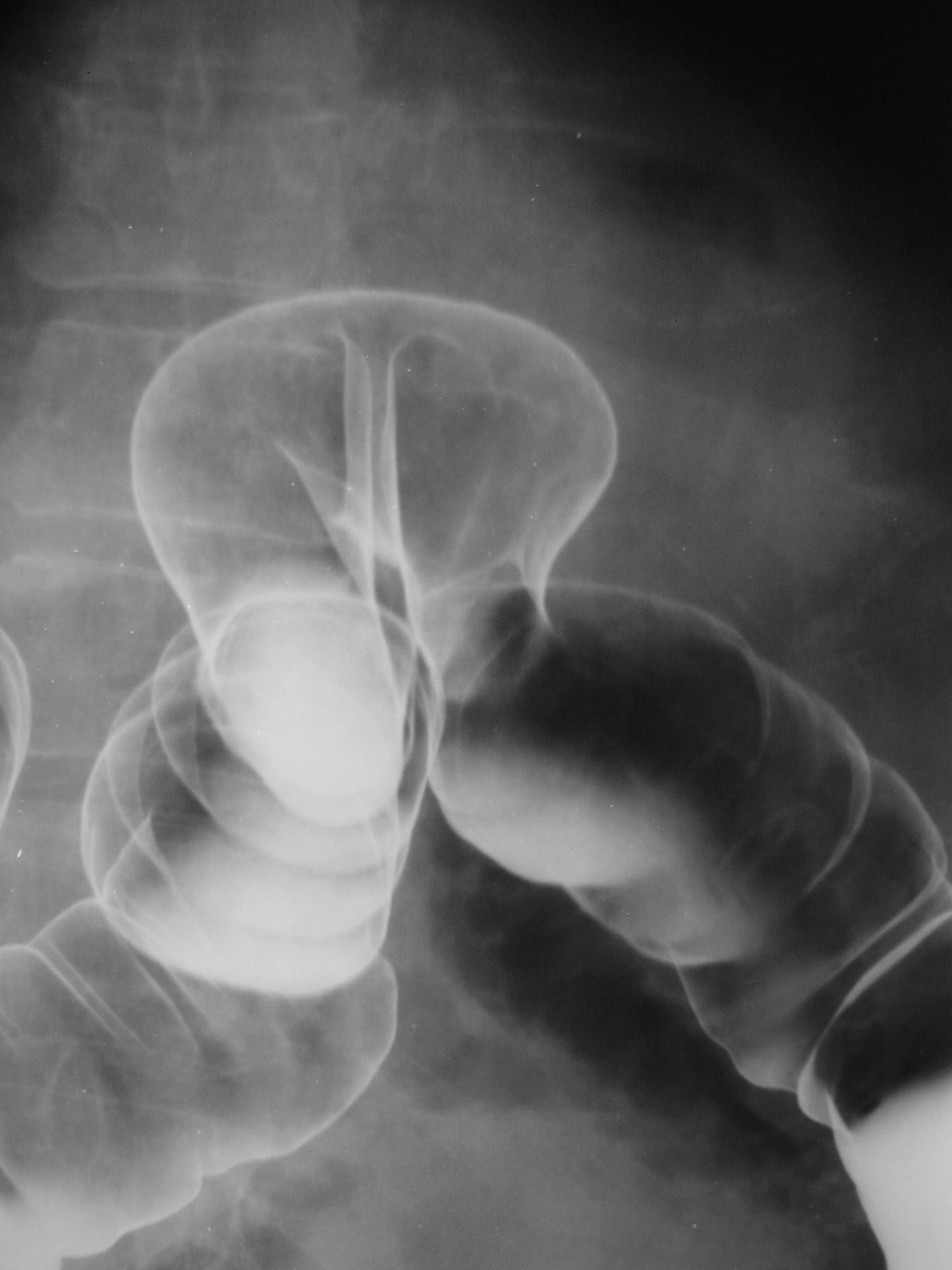
Ущемлённый участок (петля) ободочной кишки в грыжевом мешке на рентгенконтрастной рентгенограмме

- Болезнь Гиршпрунга
- Болезнь Крона
- Диарея
- Запор
- Инвагинация кишечника
- Колит
- Синдром раздражённого кишечника
- Колоноскопия